# Draisina

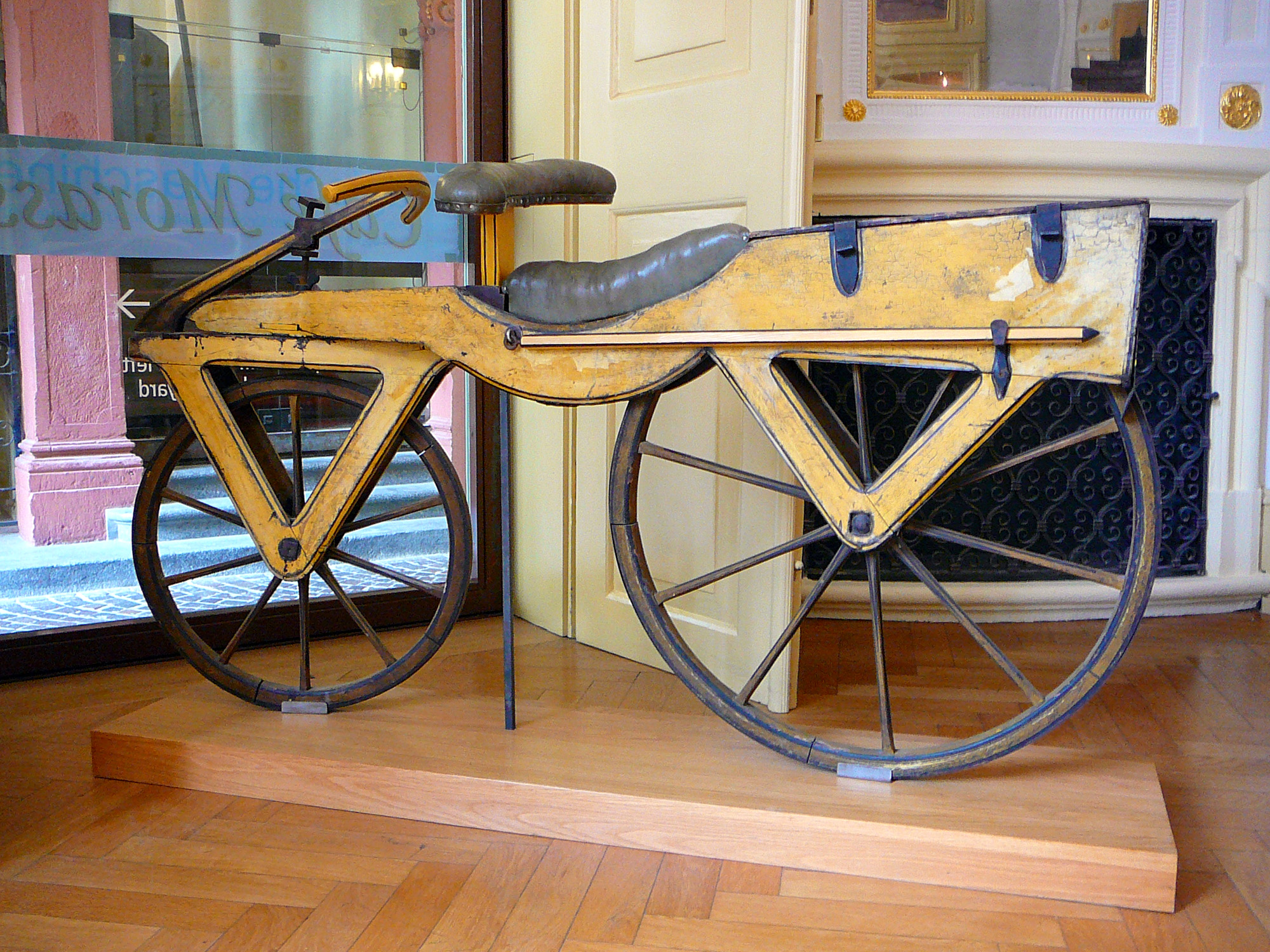
Draisina del 1820 circa

La draisina o draisine è un veicolo ottocentesco, simile a una bicicletta, con due ruote allineate, di cui l'anteriore sterzante, ma senza pedali né freni, per la cui propulsione è necessario che il guidatore, seduto sul sellino come nelle attuali biciclette, eserciti una spinta puntando i piedi sul terreno. Sempre tramite l'uso dei piedi, il guidatore può anche frenare. Il materiale di costruzione era generalmente legno rinforzato con elementi di ferro.

## Storia

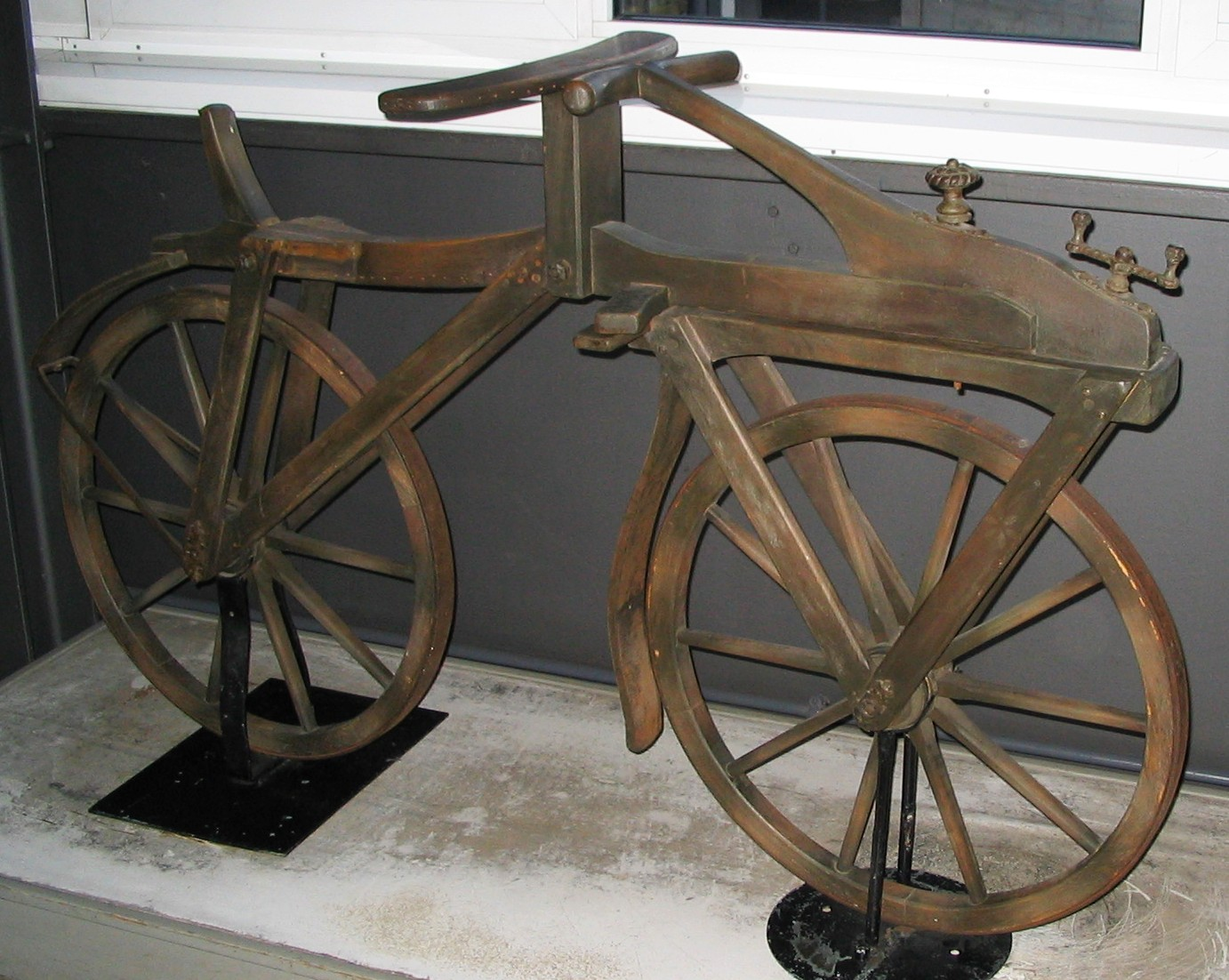
Draisina esposta in un museo

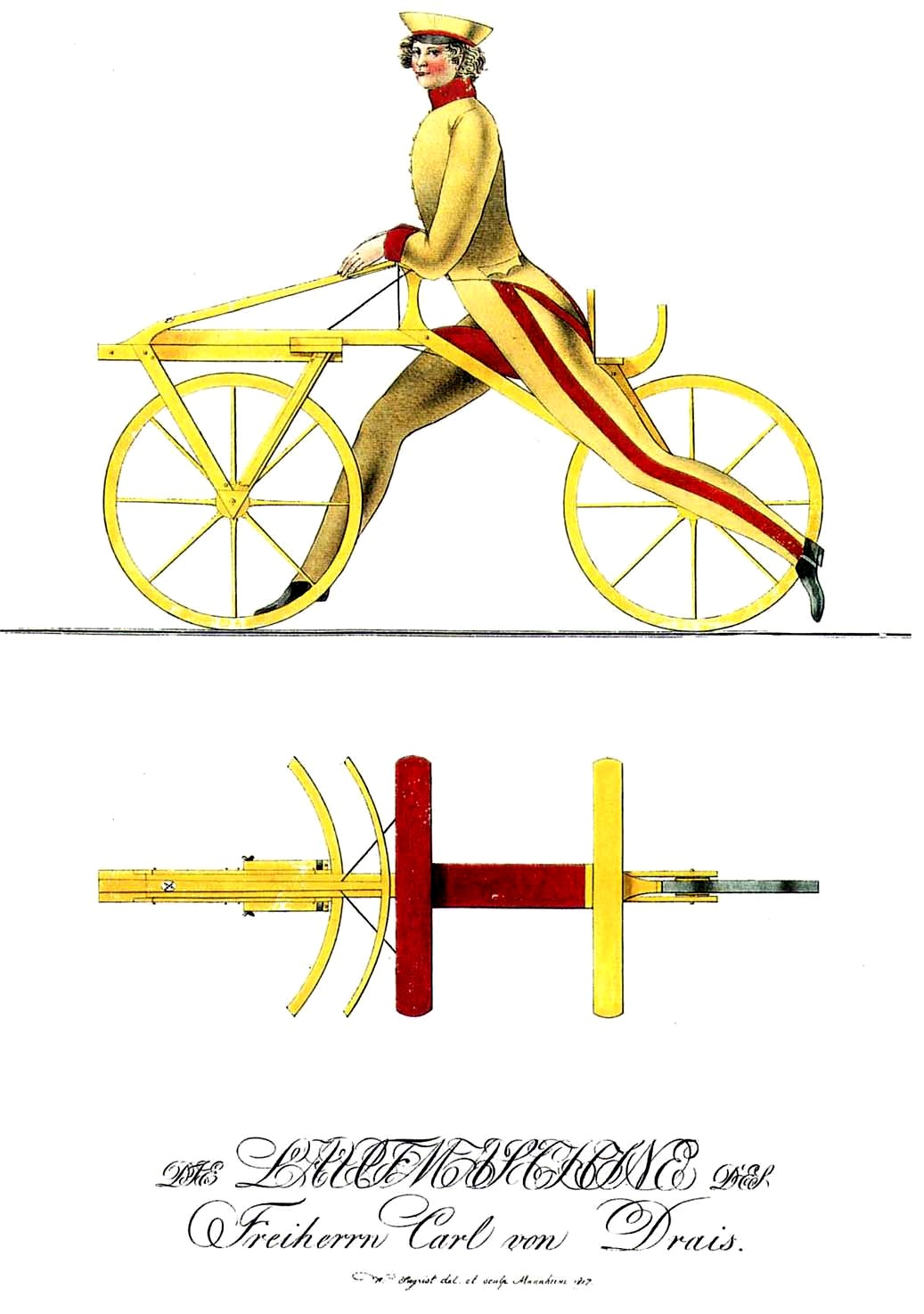
Disegno di una draisina

Nonostante nel Codice Atlantico di Leonardo da Vinci compaia un disegno di un mezzo di trasporto del tutto simile alle odierne biciclette, l'invenzione della draisina, avvenuta nel 1816 dall'aristocratico tedesco Karl Christian Ludwig Drais von Sauerbronn, si basa sull'introduzione della ruota anteriore sterzante, applicata come perfezionamento di una precedente invenzione del conte Mede de Sivrac, chiamata celerifero.
Il nome draisina deriva appunto da Drais, il nome con cui l'inventore (fervente democratico) si faceva chiamare. Sempre nel nome della democrazia, Karl Drais sosteneva che tale mezzo poteva sostituire il cavallo, con un conseguente risparmio dei costi di gestione, allargando quindi la possibilità di trasporto personale veloce ad una più larga fetta di popolazione. In realtà, nonostante le speranze del suo inventore, la draisina divenne un mezzo per il puro divertimento, utilizzato sia dai giovani borghesi che dagli aristocratici, tanto da essere chiamato, in Inghilterra, hobby horse (cavallo da divertimento).
Fu merito del costruttore di carrozze Denis Johnson se la draisina diventò un mezzo sportivo, dato che fu lui ad organizzare una delle prime scuole per imparare a condurre tale mezzo, che chiamò anche pedestrian curricle (calesse pedonale). Nei 50 anni in cui la draisine fu diffusa, i vari costruttori si sbizzarrirono ad inventare le forme più varie e stravaganti, creando oggetti che rispondessero, più che a criteri tecnici, ai dettami della moda di allora.

## Utilizzo
L'uso della draisina era tipicamente rivolto ai sempre più diffusi ceti emergenti, quindi non era raro, nella prima metà dell'Ottocento, vedere eleganti signori transitare lungo le strade ed i parchi, praticando l'hobby horses. La velocità che poteva raggiungere la draisine non era elevata, causa la cattiva qualità delle strade e la bassa efficienza del sistema di propulsione adottato. Raramente si potevano superare i 15 km/h di media. Ne esiste anche una serie di versioni atte a muoversi sui binari di una ferrovia e utilizzate ancora oggi.

## Gare
La prima gara di draisine ebbe luogo nel 1819. Il vincitore fu il tedesco Semmler, che coprì i 10 km del percorso in 31 minuti e mezzo pari ad una media di quasi 20 km/h, media assolutamente rimarchevole vista la scarsa qualità delle strade e l'evidente sforzo necessario alla conduzione del mezzo.

## Draisina per bambini

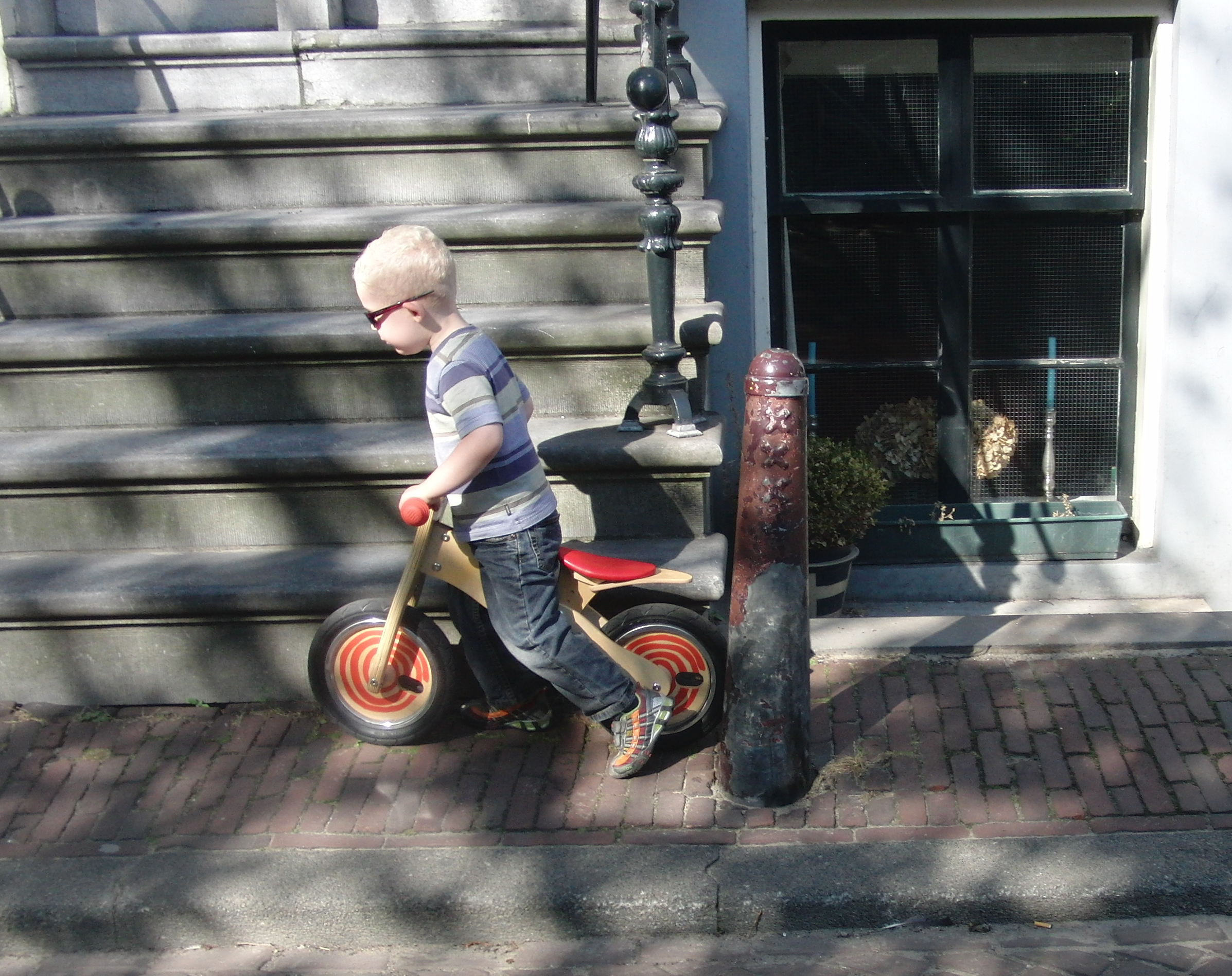
Draisina per bambini senza freni

Vengono chiamate draisine anche le piccole biciclette a due ruote senza pedali utilizzate dai bambini a partire dai due anni per imparare a stare in equilibrio. L'utilizzo della draisina facilita l'acquisizione dell'equilibrio e facilita il passaggio alla bicicletta normale verso i quattro, cinque anni. Ne esistono di due tipi, con i freni e senza i freni. Nel caso della draisina senza i freni, si frena utilizzando i piedi facendoli strusciare per terra.